# Carnaúba dos Dantas
Carnaúba dos Dantas is een gemeente in de Braziliaanse deelstaat Rio Grande do Norte. De gemeente telt 7.083 inwoners (schatting 2009).

## Geboren
- Ayrton Lucas (1997), voetballer